# Alert Island
Alert Island ist eine schmale, sandige Insel im Archipel der Heard und McDonaldinseln im südlichen Indischen Ozean. Sie entstand im Zuge der zunehmenden Erosion des Elephant Spit im Osten von Heard.
Namensgeber ist die US-amerikanische Bark Alert aus New London, Connecticut, die sich zwischen 1855 und 1856 zur Robbenjagd in den Gewässern um Heard aufhielt.